# Géza Apáthy
Géza Apáthy, numele de familie Apáti, (n. 17 august 1943, Brașov – d. 16 octombrie 1976, Brașov) a fost un poet, traducător și publicist brașovean.

## Formare
A urmat școala elementară și liceul la Brașov, absolvind la secția maghiară a Liceului Unirea în 1961. Studiază filologia la Universitatea ,,Babeș-Bolyai” din Cluj, secția maghiară-germană, pe care a absolvit-o în 1966. Încă din copilărie a fost atras să scrie versuri, fiind la școala elementară i se publică prima poezie în revista Pionír / Pionierul, apoi în 1957 în ziarul Ifjúmunkás / Tânărul muncitor, iar în 1961 Kiss Jenő îl prezintă ca poet debutant.  A fost un suflet sensibil, exigent pe plan profesional, cu cât înainta în vârstă și își dădea seama de complexitatea poeziei scria tot mai greu și mai puțin. I-a avut ca idoli pe scriitorii Tóth Árpád și József Attila.

## Viața și cariera
După absolvirea facultății urmează stagiul militar de 6 luni la Lugoj, apoi câteva trimestre a fost profesor la Racoșul de Sus, județul Brașov. Cu toate că iubea copii, nu i-a plăcut să lucreze în învățământ și timp de opt ani a fost redactor literar la ziarul Brassói Lapok din Brașov. În 1967 o cunoaște pe poeta Szikes Jolán, legând o prietenie pe viață cu ea. Se căsătorește cu Hanna, dar nu vor avea copii.
Urmărește cu interes viața culturală și socială a Brașovului, este fondator și lector al secției maghiare a Universității de Vară de la Brașov, organizează matinee literare și Cercul Literar Brassói Lapok, unde îi are ca invitați pe Kányádi Sándor, Béla Gy. Szabó, Zoltán Márki, Lajor Magyari⁠(hu)[traduceți], Árpád Farkas, Edgár Balogh, András Sütő și dr. János Xántus. Este redactorul emisiunii Heti Hangos Híradó / Știri săptămânale sonore.
Descrie lizibil în peste 500 de articole despre fabrici, instituții și angajații acestora, scrie recenzii despre poeții contemporani (Ferencz Zsuzsa, Kenéz Ferenc, Csíky László, Szabó Zoltán, Ritoók János și Molnár Lajos) dar și despre artiștii Leiter Artúr, Mattis-Teutsch János, Eftimie Modâlcă, Csutak Levente, Gy. Szabó Béla, Albert Sándor și Harald Meschendörfer. Sunt de interes cele 22 de poeme publicate ca editorial în săptămânalul Brassói Lapok.
Poeziile sale au apărut în publicațiile: Korunk, Utunk , Igaz Szó (hu), Hargita Megyei Tükör, Falvak Dolgozó Népe⁠(hu)[traduceți], Előre ș.a. A colaborat și la periodicele Scînteia, Neuer Weg, Karpatenrundschau, fiind și autorul unor traduceri de proză și versuri publicate în revista Astra. În revistra Astra a mai scris articole despre Apáczai Csere János, Szemlér Ferenc și Halász Gyula. Este publicat alături de alți poeți tineri în antologia Vitorla ének (1967).
Ca traducător are 83 de traduceri de la 53 de autori. Traduce în limba română versuri ale unor poeți maghiari contemporani ca Illyés Gyula, Ladányi Mihály, Zelk Zoltán și Rákosi Sándor. Au tradus din versurile sale Adrian Hamzea, Verona Brateș, Nicolae Stoie. Primul său volum de poezii, intitulat Miért szeretem a tavirózsát / De ce iubesc nufărul se păstrează în manuscris, moartea prematură punând capăt unei creații ce se anunța bogată, poetul fiind înzestrat cu un talent ce promitea foarte mult.
Moare la 33 de ani de cancer ganglionar și este înmormântat la Cimitirul romano-catolic din Brașov.

## Postum
A fost o fire timidă, agresată de lumea în care trăia la care nu s-a adaptat, fiind mai mult un visător decât un luptător, după cum îl descrie Lendvay Éva. Poeții Lendvay Éva, Emilian Lupu, Magyari Lajos i-au dedicat mai multe poeme. Apáthy Géza a semnat articole și cu pseudonimele: Olti Géza și K. Hegyi Károly, iar traducerile cu pseudonimul Kola Tibor. În 1996 i-a apărut un volum postum de versuri, îngrijit de Lendvay Éva (Szavaimmal betakarlak / Te învelesc cu cuvinte, Brașov, Editor Brassói Lapok, 1996, 95 p.).

## Lucrări
- Miért szeretem a tavirózsát (De ce iubesc nufărul) - manuscris
- Szavaimmal betakarlak (Te învelesc cu cuvinte), Brașov, Editor Brassói Lapok, 1996, 95 p.

## Antologii
1. Vitorla-ének : fiatal költők antológiája, selecție și prefață Lászlóffy Aladár, Bukarest, Kriterion, 1967
2. A Cenk árnyékában : brassói költők antológiája, redactor Jancsik Pál, Brassó, Fulgur Kiadó, 1995